# دابو
دابو هي مدينة ساحلية في جنوب ساحل العاج، وهي عاصمة منطقة لاغون ومنطقة غران بون، كما أنها مقر ومحافظة فرعية لقسم دابو وهي أيضًا بلدية، وتحوي المدينة مطار دابو. 

في عام 2014، كان عدد سكان محافظة دابو الفرعية 88430.

## أعلام
ريجينا باو 

## القرى
القرى الست عشرة في مقاطعة دابو الفرعية وسكانها في عام 2014:
1. أغنيبي (820)
2. ارمبي (1،293)
3. دابو (61 942)
4. دبرمو (2،338)
5. غبوقو (2،132)
6. اكباس (1،222)
7. نغاتي (1،026)
8. اكراديو (5،553)
9. بودو (344)
10. بون (820)
11. بوبوري (3،254)
12. ليو (820)
13. موبوييم (1،162)
14. أورباف (3،182)
15. تياها (985)
16. اكلوج القديمة (1،537)